# Меннонитская церковь Канады
Меннонитская церковь Канады — меннонитская конфессия в Канаде со штаб-квартирой в Виннипеге, Манитоба. Церковь является членом Всемирной конференции меннонитов и Канадского совета церквей.

## История
Первые меннониты прибыли в Канаду из Пенсильвании в 1786 году. Большинство меннонитов, мигрировавших в Канаду в течение следующих 150 лет, прибыли непосредственно из Европы. Первое ежегодное собрание священников-меннонитов состоялось в 1810 году, что в конечном итоге привело к основанию Меннонитской конференции Онтарио (позже — Меннонитской конференции Онтарио и Квебека). Конференция меннонитов Центральной Канады была основана в 1903 году.
Когда другие организации, прибывшие в Канаду, начали селиться за пределами этого региона, в 1932 году название было изменено на Генеральную конференцию меннонитов Канады (позже Конференцию меннонитов Канады). Конференция меннонитов амишей Онтарио (позже Конференция меннонитов Западного Онтарио) была основана в 1923 году, а Конференция объединённых меннонитских церквей в Онтарио — в 1945 году. В 1988 году Конференция меннонитов Западного Онтарио, Конференция объединённых меннонитских церквей Онтарио и Конференция меннонитов Онтарио и Квебека объединились в Конференцию меннонитов Восточной Канады.
Начиная с 1989 года, серия консультаций привела в 2002 году к объединению двух североамериканских организаций (Меннонитской церкви и Генеральной конференции Меннонитской церкви) и связанной с ней Канадской конференции меннонитов в Канаде в Меннонитскую церковь США и Меннонитскую церковь Канады.
Согласно переписи населения, опубликованной в 2018 году, в церкви насчитывалось 203 церкви и 26 000 крещеных членов.

## Доктрина
Доктринальная вера Меннонитской церкви Канады изложена в «Исповедании веры с точки зрения меннонитов» (The Confession of Faith in a Mennonite Perspective). Это исповедание было принято в 1995 году. Оно содержит 24 статьи на темы: "Бог; Иисус Христос; Святой Дух; Священное Писание; Творение и Божественный Промысел; Сотворение и призвание человека; Грех; Спасение; Церковь Иисуса Христа; Церковь в миссии; Крещение; Вечеря Господня; Омовение ног; Дисциплина в церкви; Служение и руководство; Церковный порядок и единство; Ученичество и христианская жизнь; Христианская духовность; Семья, одиночество и брак; Истина и избегание клятв; Христианское управление; Мир, справедливость, и «Непротивление», «Отношение Церкви к государству и обществу» и «Царствование Бога». Церковь рукополагает женщин на пасторское служение. В 2015 году первый однополый брак был заключен в общине Меннонитской церкви Канады, причем в 2016 году деноминация разъяснила, что каждая община свободна определять свою собственную позицию по этому вопросу.

## Структура
Структура Меннонитской церкви Канады разделена на пять региональных церквей — меннонитскую церковь Альберты, меннонитскую церковь Британской Колумбии, меннонитскую церковь Восточной Канады, меннонитскую церковь Манитобы и меннонитскую церковь Саскачевана. Миссионерская работа проходит через совет, избираемый делегатами ассамблеи, проводимой раз в два года. Меннонитская церковь Канады участвует в работе Канадского совета церквей, Евангелического братства Канады и Всемирной конференции меннонитов.

## Учебные заведения
Церковь имеет 2 богословских института: Колумбийский библейский колледж в Абботсфорде, Британская Колумбия, и анабаптистскую меннонитскую библейскую семинарию в Элкхарте, штат Индиана, США. В состав церкви входят 2 университета: Университетский колледж Конрада Гребеля в Ватерлоо, Онтарио, и Канадский университет меннонитов в Виннипеге (Манитоба).

## Периодические издания
Canadian Mennonite является официальным церковным периодическим изданием. Церковь также издавала немецкоязычную газету Der Bote до 2008 года.